# Otus rutilus
El autillo malgache (Otus rutilus) es una especie de ave estrigiforme de la familia Strigidae. Se distribuye en una gran parte del este de Madagascar, pero los límites exactos de la distribución entre éste y el autillo Torotoroka (Otus madagascariensis), con el que fue considerado durante mucho tiempo conespecífico, requieren mayor estudio. Habita en bosques húmedos de tierras bajas.